# Patka gogoljica
Patka gogoljica (lat. Netta rufina) je patka ronilica koja živi u slatkim vodama zapadnog Mediterana i središnje Azije.

## Opis
Patka gogoljica duga je 45-55 cm, a teška je od 800 do 1500 grama. Ima raspon krila 90 cm. Perje kod mužjaka je vrlo karakteristično, crvenkastosmeđe je boje, guste glave i jarkocrvenog kljuna. Oči su crvene. Prsa i trbuh su crni, dok su bokovi bijele boje. Leđa i krila su smeđe boje. 
Ženka ima smeđe perje. Bokovi i vrat nešto su svjetliji od leđa. Gornji dio glave je tamnosmeđ. Obrazi su svjetlosivi. Kljun je tamnosmeđ i prekriven crvenom prugom. Svjetlosivi obrazi i crvena pruga na kljunu glavne su značajke za razlikovanje ženki patke gogoljice od ženki drugih vrsta pataka. 
Životni vijek patke gogoljice je oko sedam godina. Mužjaci se najviše mogu čuti za vrijeme sezone parenja. 

## Prehrana
Ova patka hrani se uglavnom morskim biljem i algama. Također, u prehrani se mogu naći i puževi, ličinke vodenih kukaca i drugi beskralježnjaci, ali njihov udio u prehrani vrlo je malen. 
Hranu uglavnom traži u plitkoj vodi, koja je do dubine od četiri metra. 

## Razmnožavanje
Patka gogoljica spolno je zrela nakon godinu dana starosti. Udvaranje počinje ujesen i najviše se odvija u zimskim mjesecima. Udvaranje se najčešće odvija u popodnevnim satima.
Gniježdenje počinje sredinom travnja. Izgradnja gnijezda može potrajati nekoliko tjedana. Gnijezdo se gradi u blizini obale na području vegetacije. Sastavljeno je od suhih biljnih dijelova. Ženka polaže šest do dvanaest kremastobijelih do blijedozelenih jaja. Jednom prilikom, u gnijezdu je pronađeno čak 21 jaje. Ali, najvjerojatnije su tu položena i jaja nekih drugih pataka. Često se događa da ove patke nemaju gdje smjestiti svoja jaja, pa ih smjeste u gnijezda drugih pataka. Inkubacija započinje polaganjem pretposljednjeg ili posljednjeg jajeta. U inkubaciji mužjak nema nikakvu ulogu. Ženka inkubira jaja 26 dana. Mužjak stoji u blizini gnijezda, ali preuzima brigu za gnijezdo izvan inkubacije. Takvo ponašanje nije često kod pataka. Pačići opernate za 45-50 dana. 

## Status zaštite
Populacija ove ptice je 420.000-440.000 jedinki. Prema IUCN-u status joj je smanjen rizik (LC). 
Glavne prijetnje su joj degradacija staništa i lov (u Francuskoj, Portugalu i Španjolskoj). Također pati i od trovanja pucanjem olovnih metaka, a ponekad se i utope u ribarskim mrežama većim od 5 cm. Pogoršanje kvalitete močvara može uzrokovati nestanak alge Nitellopsis obtusa, koja čini važan dio prehrane ovoj ptici. Patka gogoljica osjetljiva je i na virus gripe. U Iranu korištena je za rekreativni lov i komercijalne svrhe.